# Liste der Stolpersteine in Würzburg-Steinbachtal

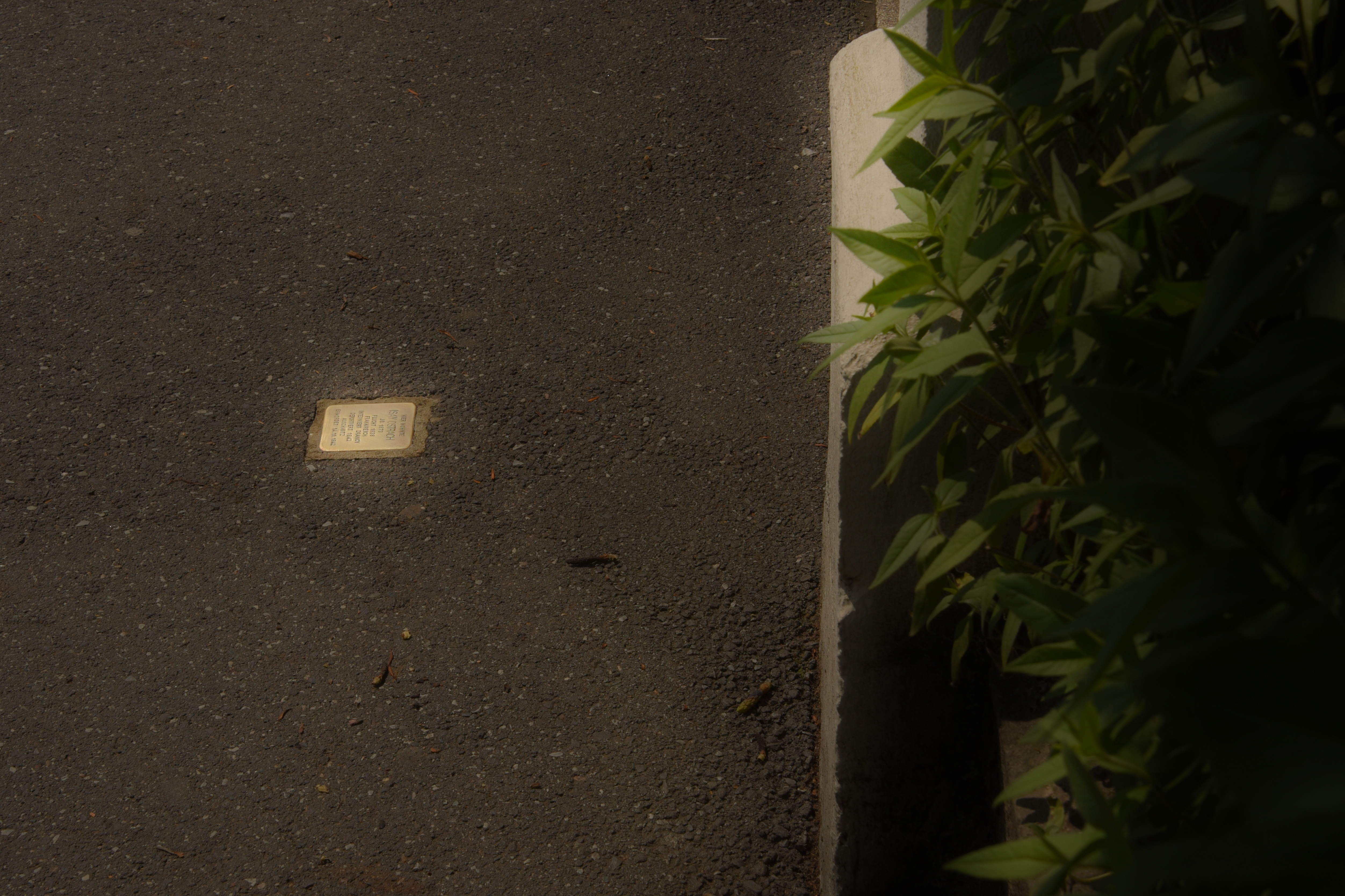
Stolperstein in der Mergentheimer Straße

Die Liste der Stolpersteine in Würzburg-Steinbachtal enthält alle Stolpersteine, die im Rahmen des gleichnamigen Projekts von Gunter Demnig in Steinbachtal, einem Stadtbezirk Würzburgs. Mit Stolpersteinen soll an Opfer des Nationalsozialismus erinnert werden, die hier lebten und wirkten. Im Regelfall werden die Stolpersteine vor dem letzten freigewählten Wohnort des Opfers verlegt.

## Verlegte Stolpersteine
Insgesamt wurden im Stadtteil Steinbachtal zehn Stolpersteine verlegt, neun am Nikolausberg an sieben verschiedenen Adressen, einer im Steinbachtal selbst.

### Nikolausberg
| Stolperstein | Übersetzung | Verlegeort                  | Name, Leben |
| ------------ | --- | --------------------------- | --- |
|              | HIER WOHNTE FRIEDA GRÖTSCH JG. 1897 EINGEWIESEN 1932 HEILANSTALT WERNECK HEILANSTALT LOHR 'VERLEGT' 11.12.1940 GRAFENECK ERMORDET 11.12.1940 'AKTION T4' | Nikolausstraße 7 ·          | Frieda Grötsch (1897–1940) |
|              | HIER WOHNTE DOROTHEA GRÜNFELD JG. 1933 DEPORTIERT 1941 RIGA ERMORDET                                                                                     | Mergentheimer Straße 26 ·   | Dorothea Grünfeld, geborene Weglein (1933–1941/45) |
|              | HIER WOHNTE IRMA GRÜNFELD GEB. WEGLEIN JG. 1902 DEPORTIERT 1941 RIGA ERMORDET                                                                            | Mergentheimer Straße 26 ·   | Irma Grünfeld, geborene Weglein (1902–1941/45) |
|              | HIER WOHNTE EUGENIE HERSCH GEB. OBERMAYER JG. 1880 DEPORTIERT 1942 THERESIENSTADT ERMORDET 11.10.1942                                                    | Leistenstraße 17 ·          | Eugenie Hersch, geborene Obermayer (1880–1942) |
|              | HIER WOHNTE HERMANN HERSCH JG. 1873 DEPORTIERT 1942 THERESIENSTADT ERMORDET 4.1.1943                                                                     | Leistenstraße 17 ·          | Hermann Hersch (1873–1943) |
|              | HIER WOHNTE LUDWIG ORTLOFF JG. 1921 VERHAFTET VERURTEILT § 175 1939 SACHSENHAUSEN 1940 MAUTHAUSEN ERMORDET 9.9.1941                                      | Mergentheimer Straße 7 ·    | Ludwig Ortloff (1921–1941) |
|              | HIER WOHNTE ISAY OSTRACH JG. 1873 FLUCHT 1938 FRANKREICH INTERNIERT DRANCY DEPORTIERT 1942 AUSCHWITZ ERMORDET 14.11.1942                                 | Mergentheimer Straße 6 ·    | Isay Ostrach wurde am 9. April 1873 geboren. Er wurde am 9. November 1942 von Drancy nach Auschwitz deportiert und dort kurz nach Ankunft am 14. November 1942 ermordet. |
|              | HIER WOHNTE THERESE EUGENIE SCHWABACHER GEB. HAAS JG. 1875 DEPORTIERT 1942 THERESIENSTADT ERMORDET 16.8.1943                                             | Sebastianisteig 2 ·         | Therese Eugenie Schwabacher, geborene Haas (1875–1943) |
|              | HIER WOHNTE ROLANDA WINTERSTEIN JG. 1943 ERMORDET 11.4.1943 UNI-KINDERKLINIK WÜRZBURG                                                                    | Mergentheimer Straße 12 ½ · | Rolanda Winterstein (1943–1943) |

### Steinbachtal
| Stolperstein | Übersetzung | Verlegeort            | Name, Leben                                                       |
| ------------ | --- | --------------------- | ----------------------------------------------------------------- |
|              | HIER WOHNTE MARGARETE HÜLLE GEB. HILLER VERW. BENTHEIM JG. 1877 DEPORTIERT 1942 THERESIENSTADT ERMORDET 5.4.1943 | Winterleitenweg 24g · | Margarete Hülle, geborene Hiller, verwitwete Bentheim (1877–1943) |

## Verlegedaten
- 11. Sep. 2006: Mergentheimer Straße 12 1/2
- 11. Juni 2007: Leistenstraße 17
- 22. September 2008: Mergentheimer Straße 26
- 26. Januar 2010: Sebastianisteig 2
- 9. November 2012: Mergentheimer Straße 6
- 5. Juli 2016: Nikolausstraße 7
- 27. Juli 2020: Winterleitenweg 24g